# Malmo, Minnesota
|
Malmo är ett kommunfritt område i Aitkin County i delstaten Minnesota i USA.
Samhället ligger vid nordöstra hörnet av Mille Lacs-sjön där State Highway 18, State Highway 47, och Aitkin County Road 2 möts.
Malmo ligger i Malmo Township och Lakeside Township. Samhället ligger 21 engelska mil sydöst om staden Aitkin. Platsen är namngiven efter den svenska orten Malmö.